# Eystra Gíslholtsvatn
Eystra Gíslholtsvatn är en sjö på Island. Dess yta är 1,4 km2.